# Tomáš Halík
Tomáš Halík (* 1. června 1948 Praha) je český katolický kněz, teolog, religionista, sociolog, psycholog a filozof. Přednáší na Filozofické fakultě Univerzity Karlovy. Je farářem akademické farnosti při kostele Nejsvětějšího Salvátora v Praze a prezidentem České křesťanské akademie. V červnu roku 2008 mu papež Benedikt XVI. udělil čestný titul monsignore – prelát Jeho Svatosti.
V roce 2014 se stal prvním českým laureátem Templetonovy ceny, když byl oceněn jako „mezinárodně uznávaná osobnost obhajující dialog mezi různými vyznáními a nevěřícími, která se v době okupace Československa zasloužila o budování náboženské a kulturní svobody“. V roce 2015 se stal viceprezidentem mezinárodní vědecké rady pro výzkum hodnot a filozofie – Council for Research in Values and Philosophy. V roce 2019 obdržel Záslužný řád Spolkové republiky Německo a roku 2023 mu byl propůjčen Řád T. G. Masaryka.

## Osobní život

### Období do roku 1989

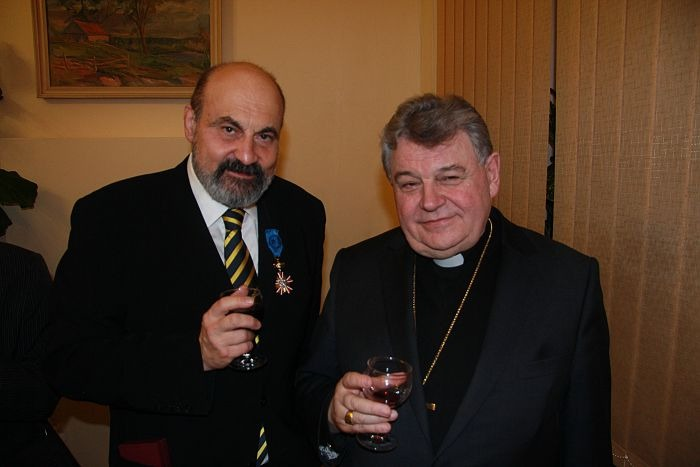
Tomáš Halík a kardinál Dominik Duka, 2014

Narodil se roku 1948 v Praze do rodiny Miroslava Halíka (1901–1975) a ženy v domácnosti Marie Halíkové, rozené Wimmerové (1904–1986). Předci z otcovy i matčiny strany žili v Domažlicích. Otec vystudoval filozofii, českou literaturu a francouzštinu na Karlově univerzitě. Působil v úřednických profesích, po roce 1948 jako bibliograf v Národní knihovně v Klementinu. Na návrh Ferdinanda Peroutky se po úmrtí Karla Čapka také věnoval správě spisovatelovy literární pozůstalosti.
Tomáš Halík maturoval v roce 1966 na Střední všeobecně vzdělávací škole v Michli. V témže roce prožil první zpověď a první přijímání. Ke kněžství jej poprvé v 60. letech „postrčil“ Jiří Reinsberg. Během letnic 1967 jej na Vyšehradě biřmoval tehdejší biskup František Tomášek. V období 1966–1971 studoval sociologii a filosofii na Filozofické fakultě Univerzity Karlovy v Praze, kde byl žákem Jana Patočky. Na jaře 1971 obhájil diplomovou práci na téma sociální nauky církve, nazvanou Společenskokritický význam utopických a profetických proudů v dějinách křesťanského sociálního myšlení. Téma rozvinul v rigorózní práci s titulem Křesťanství jako utopie. K dialektice dějin křesťanského sociálního myšlení. Doktorská promoce (PhDr.) se uskutečnila 14. července 1972.
Invaze vojsk Varšavské smlouvy do Československa, v srpnu 1968, jej zastihla na intenzivním letním kurzu angličtiny na University of Wales v severovelšském Bangoru, kam obdržel pozvání od české poúnorové exulantky dr. Bradbrookové. V den plánovaného návratu, 21. srpna, však zůstal v Londýně. Na podzimní trimestr se vrátil do Bangoru ke studiu sociologie a filozofie náboženství. Do Československa přijel až 28. prosince 1968. Od konce 60. let se účastnil bytových filozofických seminářů, mimo jiné s Jiřím Němcem a Janem Sokolem. V kruhu svých známých používal krycí jméno Kalypton. V roce 1972 nastoupil na tříleté období do Chemoprojektu Praha na pozici podnikového sociologa.
Mezi roky 1972–1973 absolvoval základní vojenskou službu. Postupně sloužil ve vojenském historickém ústavu, na strážní rotě v Dejvicích, na posádkách v Táboře, Plzni a Doupově. V období 1975–1984 pracoval v Institutu pro výchovu vedoucích pracovníků při ministerstvu průmyslu ČSR, kde přednášel na katedře psychologie. Roku 1984 získal atestaci z klinické psychologie. V letech 1984–1989 byl (na pozvání Jitky Vodňanské, se kterou se znal z bytových přednášek a seminářů) psychoterapeutem protialkoholního oddělení Psychiatrické kliniky FN v Praze a FVL UK U Apolináře.

### Působení v církvi

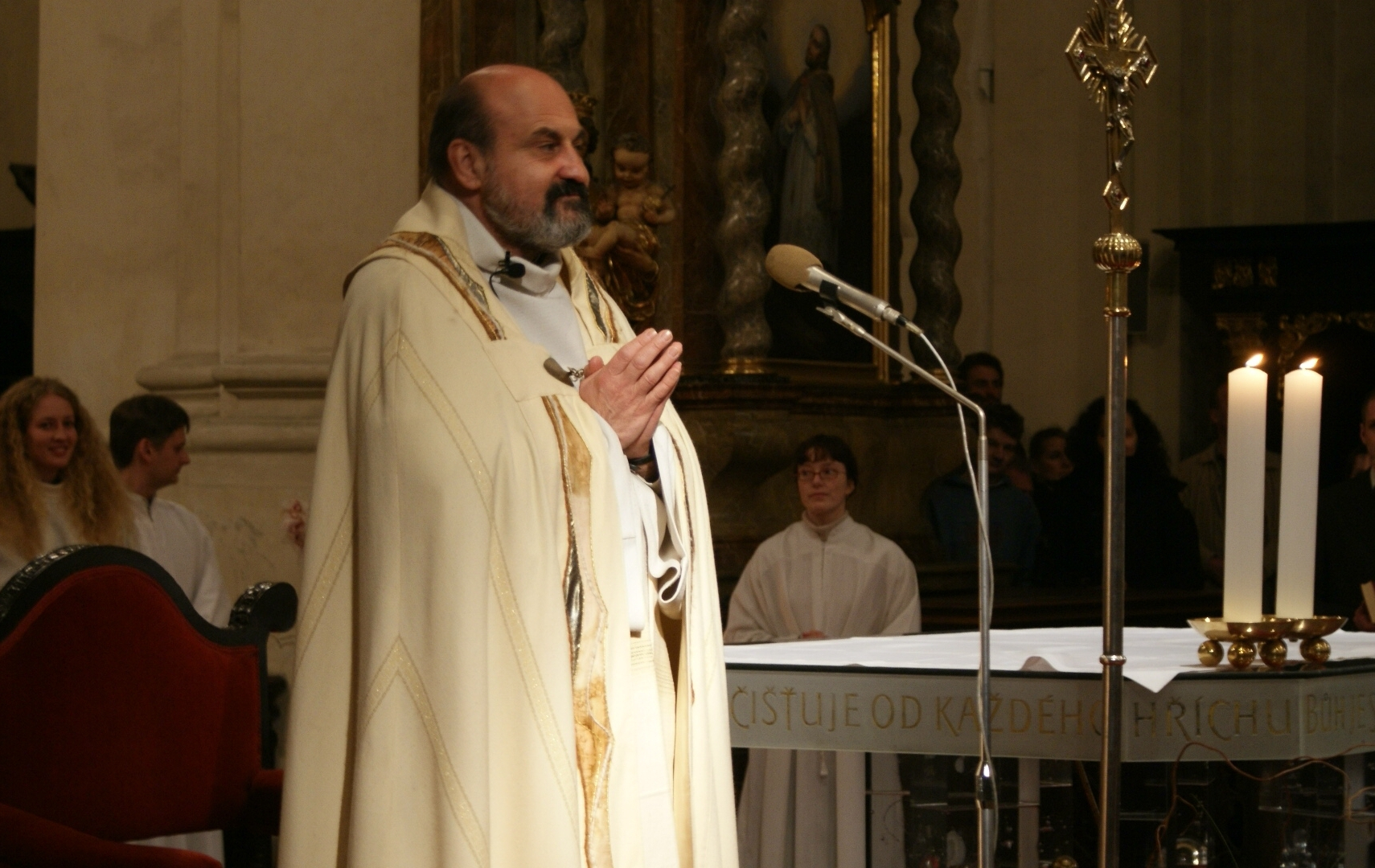
Tomáš Halík, v pražském kostele Nejsvětějšího Salvátora

V době Pražského jara 1968 se, podle informací na svém webu, účastnil ekumenických aktivit křesťanů, například patřil k zakládajícím členům Ekumenického hnutí inteligence a studentů a Díla koncilové obnovy.
Na začátku června 1977 byl ve východoněmeckém Erfurtu tajně vysvěcen na jáhna. Akt proběhl v domácí kapli biskupa Aufderbecka. Dne 21. října 1978 jej pak stejný biskup tajně vysvětil na kněze, opět v Erfurtu. Biskupovo kázaní se tematicky zaměřilo na tři slova liturgie: „respice–suscipe–accipe“, tedy „shlédni–vezmi na sebe–přijmi“. Následující den sloužil první mši v erfurtské kapli sester voršilek Am Anger. Do roku 1989 působil v rámci české podzemní církve v okruhu teologa Josefa Zvěřiny, v 80. letech patřil ke spolupracovníkům kardinála Tomáška. Inicioval Desetiletí duchovní obnovy národa.
Od roku 1990 je prezidentem České křesťanské akademie a od stejného roku působí v univerzitním kostele Nejsvětějšího Salvátora v Praze nejprve jako rektor kostela a od r. 2004 jako farář studentské farnosti. Populární, ale zároveň v rámci konzervativního křídla katolické církve velmi kritizované jsou jeho společné modlitby a meditace s buddhisty, muslimy nebo židy v kostele Nejsvětějšího Salvátora. V roce 1990 jej papež Jan Pavel II. jmenoval konzultorem Papežské rady pro dialog s nevěřícími.
V červnu roku 2008 obdržel od papeže Benedikta XVI. čestný titul prelát Jeho Svatosti, který nositele opravňuje užívat před jménem titul monsignore (Mons.) nebo prelát.

### Pedagogická činnost

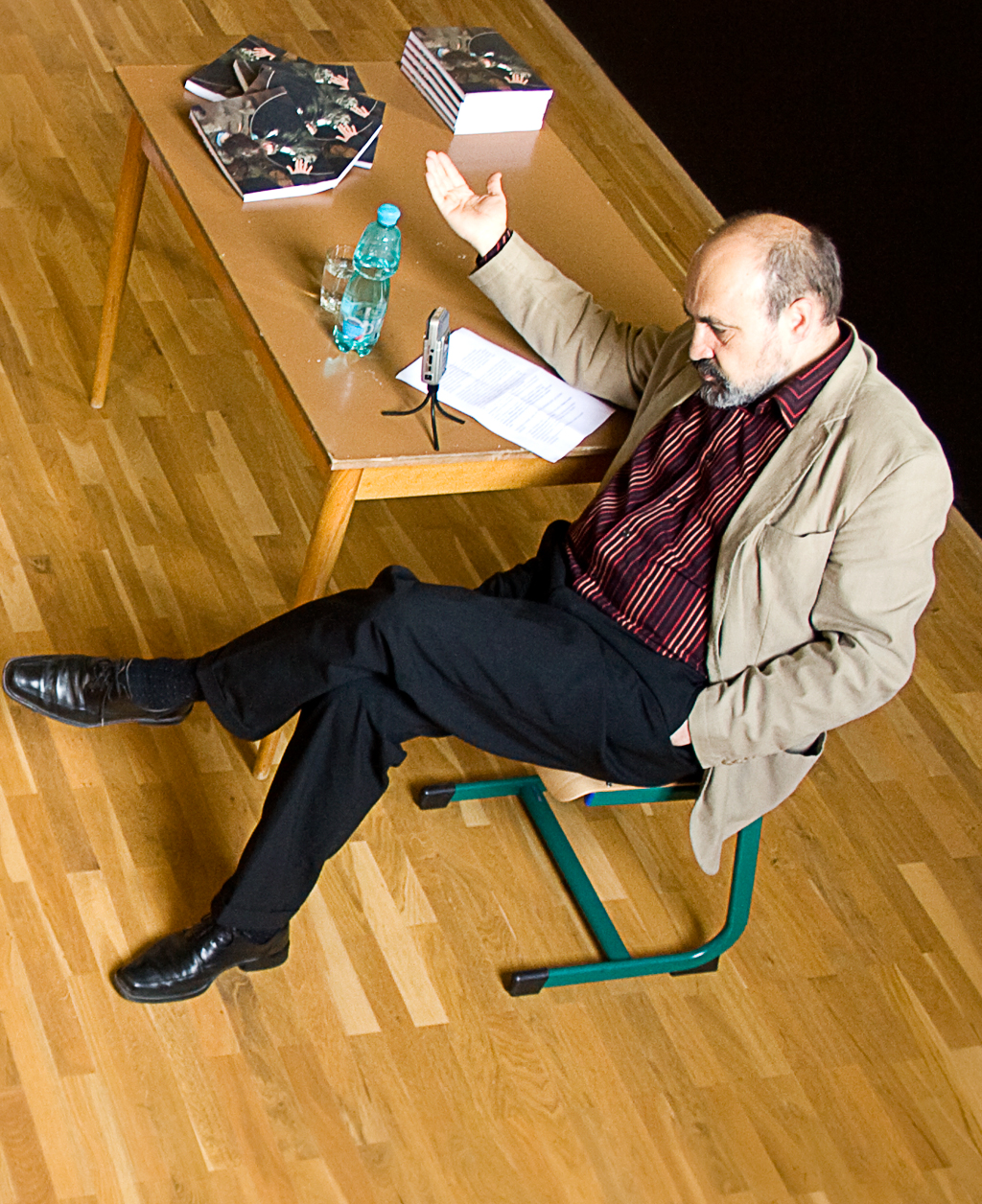
Tomáš Halík přednáší na Studentském Velehradu 2010

Od roku 1990 (resp. 2004) je farářem akademické farnosti při kostele Nejsvětějšího Salvátora v Praze. Během akademického roku vede kurz základů víry, určený především pro zájemce o křest a biřmování.
Od roku 1993 přednáší religionistiku na Filozofické fakultě Univerzity Karlovy. Habilitoval se na Fakultě sociálních věd Univerzity Karlovy v oboru sociologie (1993) a o čtyři roky později byl jmenován profesorem Univerzity Karlovy (1997).
Vyučoval také na Katolické teologické fakultě UK, kterou však musel pro spory s vedením okolo Václava Wolfa opustit. Ukončení spolupráce Katolické teologické fakulty Univerzity Karlovy pod vedením Václava Wolfa kolem roku 1996 s Tomášem Halíkem a Ivanem Štampachem patřilo mezi hlavní příznaky a spouštěče raných fází krize této fakulty.
Po jednom trimestru strávil jako hostující profesor na anglických univerzitách v Oxfordu (2001) a v Cambridgi (2003). Po skončení oxfordského pobytu v roce 2001 strávil několik týdnů na stanici Eco-Nelson v Antarktidě. Na Univerzitě v Oxfordu získal v roce 2016 čestný doktorát, jakožto teprve čtvrtý Čech v historii (po T. G. Masarykovi (1927), E. Benešovi (1940) a V. Havlovi (1998)).
V roce 2015 a 2017 přijal pozvání University of Notre Dame, v lednu a únoru 2020 pak k cyklu přednášek spojenému s profesorským místem (tzv. Duffy Chair in Global Christianity) na Boston College.

### Publikační činnost
Během každoročního letního pobytu v porýnské poustevně v letech 2002 až 2012 obvykle napsal knihu. Populární jsou jeho úvahově založené monografie. Mezináboženský dialog (ekumenické hnutí) je jedním z jeho hlavních témat. Výsledkem několikaleté práce pak je zásadnější dílo s názvem "Odpoledne křesťanství" - vydalo 3. 12. 2021 nakladatelství NLN.
Zájem o Halíkovo dílo v zahraničí ještě výrazněji stoupl po anglickém a německém vydání knihy Vzdáleným nablízku (Patience with God, resp. Geduld mit Gott, 2010) a jen v letech 2010 a 2011 vedl k řadě pozvání přednášet v Evropě, Americe, Austrálii i Africe. V Německu se kniha Noc zpovědníka (Nachtgedanken eines Beichtvaters) během krátké doby dočkala několika vydání a v červenci 2012 byla vyhlášena nejlepší teologickou knihou měsíce.
Italské vydání knihy Vzdáleným nablízku (Vicino ai lontani. Libreria editrice vaticana, Citta del Vaticano, 2012) vedlo mj. k pozvání přednášet v srpnu 2015 skupině teologů soustředěných kolem emeritního papeže Benedikta XVI.
Stal se pravidelným hostem TV Noe (Labyrintem víry, Dům ze skla, K jádru věci) a vystupoval také na podvečerech v divadle Kolowrat, které pořádalo Masarykovo demokratické hnutí.

### Filantropická činnost
V roce 2025 odkoupil od kapucínského řádu Kolínský klášter za 15 000 000 Kč prostřednictvím svého nadačního fondu a přenechal ho k bezplatnému užívání jakožto centrum spirituality.

## Názory
V roce 1998 označil výzvu Kairos 98 za dobré východisko k dialogu a vyjádřil připravenost ji podpořit. Označil výzvu za „umírněnější a přitom hlubší“ než rakouskou petici Wir sind Kirche.

Tomáš Halík při mši, 2011

Překvapivé odvolání slovenského arcibiskupa Róberta Bezáka v roce 2012 označil za ukvapené a zřejmě nedomyšlené rozhodnutí a přiřadil je k předchozí sérii nešťastných přehmatů Vatikánu (sejmutí exkomunikace z tradicionalistického biskupa Williamsona, jmenování zkompromitovaného varšavského arcibiskupa Wielguse, únik důvěrných informací selháním osob z papežova okolí) a jako příčinu identifikoval špatnou práci s informacemi v nejvyšších patrech církevního aparátu, přičemž připomněl, že v některých podobných případech Vatikán svou chybu již uznal a pokusil se ji napravit. Církev podle něj podobnými kroky nahrává kritice a popuzuje a odcizuje si i lidi, jejichž láska a věrnost k církvi nemůže být rozumně zpochybňována.
Bezákovým odvoláním došlo podle Halíka k dalšímu rozdělení slovenského katolicismu a ztrátě důvěry v církevní vedení i u velmi loajálních katolíků. Připomněl, že s postupující demokratizací společenského vědomí neformální autorita nabývá převahy nad formální autoritou a církevní tresty nefungují tak jako ve středověku, už nemohou člověka zničit ani umlčet, naopak přinášejí „postiženému“ i jeho postojům mnohé sympatie a popularitu. Bezáka označil za moudrého, vzdělaného, statečného a čestného pastýře, který se musel porvat s neblahým dědictvím svého předchůdce a mohl nabídnout mladým, přemýšlivým, duchovně hledajícím a evropsky smýšlejícím lidem věrohodnou a přitažlivou tvář církve. Přitom se s despektem vyjadřoval o zvykově-folklorní zbožnosti, „do minulosti obrácených silách“ a „kontrakulturním vulgárním katolicismu“, zahánějícím církev do sektářské, nacionalisticko-klerikální, protievropské (často také antisemitské) podoby na okraj společnosti, a vyzdvihl snahu o věrohodnou a přitažlivou tvář církve, snahu jít na hloubku a tím také poctivě, moudře a důvěryhodně oslovit ty, kteří hledají spirituální a morální hodnoty pro budoucnost.
Dne 8. prosince 2015 vydal v Perspektivách Katolického týdeníku článek na téma křesťanství a islámu. Vedle tvrzení, že křesťané mají s muslimy stejného Boha a že opačné tvrzení je důkazem neznalosti křesťanství, označil za společensky nebezpečnou, nenávistnou a až nezákonnou kritiku islámu z pohledu křesťanství, která poukazuje na nenávist a násilí hlásané islámem a dává ji do kontrastu s křesťanským důrazem na lásku.

### Názory na EU a politiku
Tomáš Halík je zastáncem integrace Evropy a odpůrcem brexitu. V rozhovoru pro Český rozhlas po brexitu se vyjádřil, že pro brexit podle jeho zkušeností hlasovali převážně lidé nevzdělaní, „uklízečky a taxikáři“, a že svěřit rozhodování o zásadních otázkách voličům je nebezpečné. Tento výrok kritizoval v rozhovoru Dominik Duka. Tomáš Halík předpověděl, že „jestliže Británie skutečně odejde z unie, odejde z ní velká část intelektuální elity“ a míní, že by se Evropská unie neměla soustřeďovat pouze na materiální otázky, ale více lidem vysvětlovat svůj „hlubší smysl“ ve spirituální sféře. Propagátora brexitu a pozdějšího premiéra Borise Johnsona označil za „šejdíře“.
Odmítání migračních kvót Českou republikou považoval za sobecké, odpor proti nim za zástupný problém a projev nenávisti a strachu ze ztráty identity. Ve věci migrační krize podle Halíka neselhává Evropská unie, ale národní státy. Stoupence Marine Le Pen a AfD prohlásil v rozhovoru pro ČRo 2 za „vyloženě fašistické, neofašistické skupiny“ a čeští odpůrci EU jsou dle něho produktem vymývání mozků „zejména ze strany Václava Klause“.
O odpůrcích islámu v Evropě se vyjádřil, že „skutečně darebně zneužívají ty předsudky a strachy ke svému politickému kapitálu“ a „schválně provokují ten islám, urážejí ho a tím provokují (…) islámské odezvy“ a že „propadli nihilismu a zaměřují se vlastně na takové nenávistné karikování a provokování islámu“. Jako „jasný příklad“ uvádí zavražděného nizozemského režiséra Theo van Gogha. Řekl, že lidé jako Theo van Gogh jsou „mravně rozvrácení“ a „závidí muslimům víru a jistotu“. Halík odmítl manifestačně se ztotožnit s oběťmi islamistického útoku na redakci Charlie Hebdo, protože vnímal otištěné karikatury Mohameda „nejen jako urážku posvátných symbolů tu islámu, tu křesťanství, nýbrž také jako porušení zásadní hodnoty naší kultury“, za „cynické a nechutné“.
Více než 80 českých osobností, včetně Tomáše Halíka, se v únoru 2024 v otevřeném dopise nazvaném "Výzva ke změně postoje české vlády ke krizi na Blízkém východě" vyjádřilo kriticky k vládě Petra Fialy za její bezvýhradnou podporu izraelské vlády ve válce v Gaze „bez ohledu na humanitární katastrofu“ v Pásmu Gazy, čímž podle signatářů petice Fialova vláda rezignovala na lidskoprávní rozměr české zahraniční politiky.

### Názory na vztah vědy a náboženství
Tomáš Halík zastává názor, že věda a víra by měly existovat pospolu, a navzájem se inspirovat. Doslova uvedl, že: „víra bez rozumu je nebezpečná, stejně jako jednostranná vědecká racionalita bez morálních a spirituálních impulsů a pramenů moudrosti, uchovaných v křesťanství i ostatních velkých světových náboženstvích.“

## Kontroverze a kritika

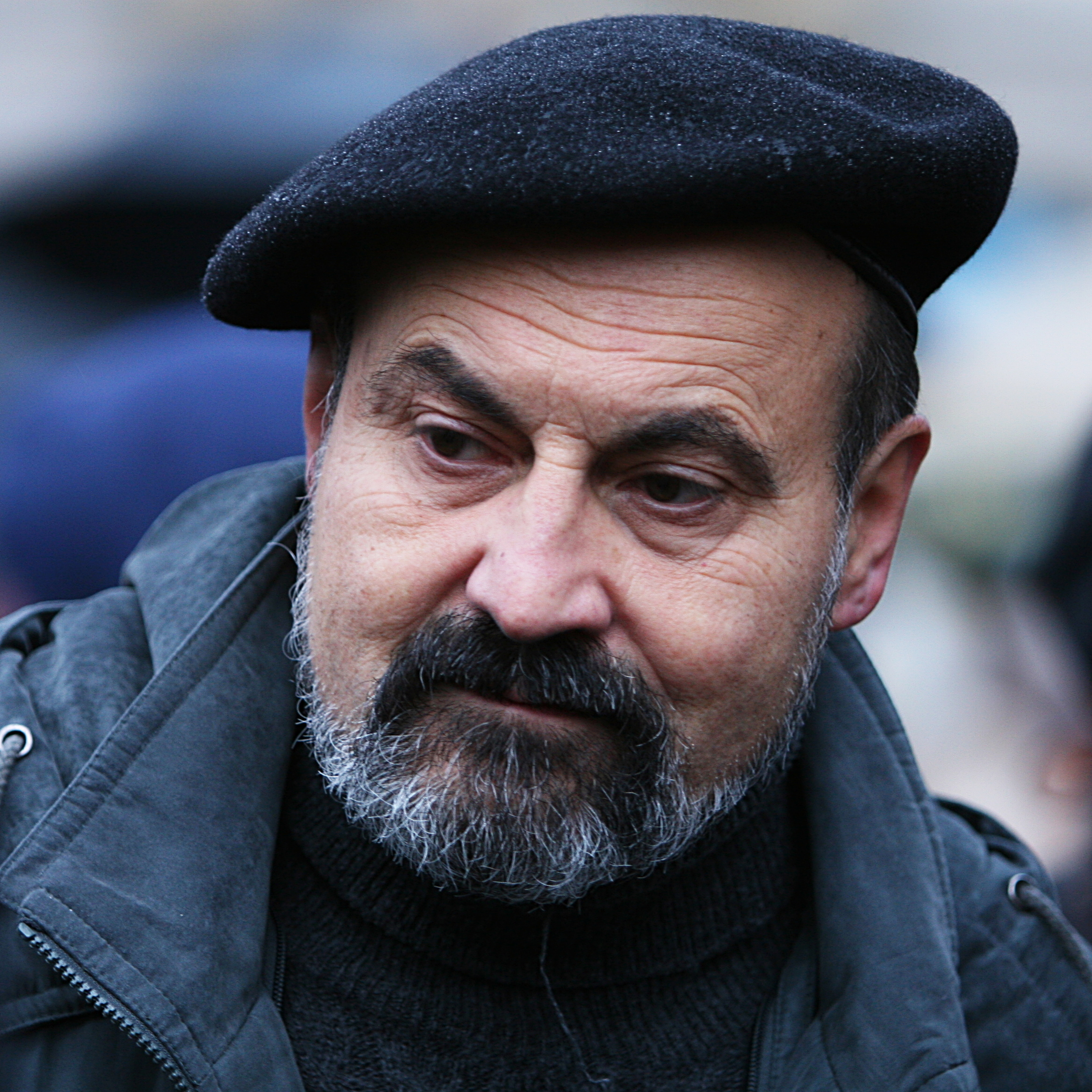
Tomáš Halík na protinacistické demonstraci v listopadu 2007 na Staroměstském náměstí

Tomáš Halík publikoval stať Zač křesťané vděčí ateistům, v níž mluví o Bohu jako o možnosti, o níž se nedá říci, zda je či není, a o úspěchu ateistů, když za křesťany rozbili představu Boha jako bůžka, který je karikaturou křesťanského Boha, stvořenou projekcí lidských přání a strachů. Ateistický filosof Tomáš Hříbek ve svém článku Zač mají být ateisté vděční v reakci na to prohlašuje, že Halíkovy vývody nemohou uspokojit racionálně uvažující ateisty ani racionálně uvažující teisty a označil ho za „stydlivého ateistu. Halíkovo vyjádření odsoudil též jezuitský kněz a vedoucí České sekce Radia Vatikán Milan Glaser, který ve svém komentáři ke sporu Halík-Hříbek napsal, že toto tvrzení „zkrátka neobstojí a žádný kontext ani dodatečné vysvětlení nemohou změnit nic na neudržitelnosti jeho obsahu. Protiřečí samo sobě.“.
V květnu 2013 se veřejně zastal literárního historika Martina C. Putny, kterého odmítl prezident Miloš Zeman jmenovat profesorem. V souvislosti s tím uvedl, že ze strany prezidenta se jedná o nepřiměřený zásah do akademických svobod s tím, že si nesmírně váží inteligence a vědecké práce dotyčného.
V roce 2015 chtěl ve své farnosti pořádat přednášky spojené s Prague Pride, musel od toho ale nakonec ustoupit, protože mu to kardinál Duka zakázal.
V podcastu s Čestmírem Strakatým v květnu 2025 v souvislosti s válkou v Pásmu Gazy označil izraelského premiéra Benjamina Netanjahua za válečného zločince, obvinil ho, že „je daleko větším viníkem vzrůstu antisemitismu na světě než Hamás”, a o situaci v Pásmu Gazy uvedl, že to „co se tam děje, má charakter genocidy”, také ale uvedl že Židé mají na základě holokaustu kapitál a ten jim dochází. V reakci na toto prohlášení a další, kde kritizoval Natanjahua bez zmínky o Hamásu, ho v otevřeném dopise Federace židovských obcí a další židovské organizace obvinily z šíření „antisemitského mýtu,” že si židé mohou za antisemitismus sami, jelikož se opakovaně stává jeho terčem při projevech o antisemitismu právě Natanjahu a židovský stát.  Halík následně tento dopis označil za „pamflet” a uvedl, že „Má kritická slova vždy byla a jsou jednoznačně a adresně cílena právě vůči nynější Netanjahuově politice a vůči těm, kdo ji omlouvají, a nesou tedy morální spoluvinu za její zločiny. Je proto naprosto nestoudné vinit mne z nějakého nepřátelského postoje vůči Židům a židovství jako takovému.”

## Spory

### Spory s Václavem Klausem a „klausovci“
Tomáš Halík dlouhodobě kritizoval prezidenta Václava Klause i na jemu názorově blízké hnutí Akce D.O.S.T., které v roce 2011 označil za blízké druhorepublikovému fašismu. Poté, co v roce 2011 tehdejší prezident republiky Václav Klaus podpořil předsedu Akce D.O.S.T. Ladislava Bátoru, se Halík vyjádřil o Klausovi jako o člověku, jehož názory se „stále více blíží k fašizujícímu maloměšťáctví“. Bátora a Hájek podle Halíka svým odkazem na křesťanství toto náboženství diskreditují, protože nereprezentují inteligentní konzervativismus, ale soubor extrémních, provokativních a hloupých výkřiků. Též pražského arcibiskupa Dominika Duku Halík často kritizoval pro jeho údajnou náklonnost k Václavu Klausovi. Svatováclavskou pouť ve Staré Boleslavi v roce 2011 Václav Klaus podle Halíka svým projevem, volajícím po vlastenectví, tradicionalismu a konzervativních hodnotách, zneužil a církvi se snažil účelově vlichotit, zatímco Halík církev před sbližováním s prezidentem Klausem (které přirovnal k rakousko-uherské jednotě trůnu a oltáře) varoval. Církev by podle Halíka měla umět lidem Klausova typu odporovat.
Prezident Klaus na oplátku napsal, že mezi Koniášem a Halíkem vidí rozdíl pouhých tří století. Další medializovaná vyjádření z okruhu Klause a D.O.S.T. pak vedla skupinu aktivistů z facebooku (jako kontaktní osoba byl uveden Petr Pavlíček, jako další iniciátoři Věra Tydlitátová, Jiří Pavlíček, Petr Hruška, Ondřej Wolf, Lucie Klára Tóth, Lukáš Peterka a Markéta Hejná) k sepsání dopisu nazvaného Svatováclavská výzva katolickým biskupům, datovaného 19. říjnem 2011, v němž se hlásí k názorům Tomáše Halíka obsaženým v jeho článku Klaus k oltáři nepatří, zejména k obavám z diskreditace katolické církve, a varovaly před korupcí a politickým obchodováním, byť by z něj měly církve dočasný užitek. Poté, co tiskové středisko zveřejnilo reakci na původně neveřejnou petici s 22 podpisy, byla i petice zveřejněna.)
Vedoucí kanceláře prezidenta republiky Petr Hájek v roce 2011 na Parlamentních listech označil Halíka za „havlistického aktivistu“ a spekuloval o tom, z čeho hlubšího může pramenit Halíkova nenávist k prezidentu Klausovi. Uvedl, že Halíkovy ambice jsou dlouhodobě vysoce politické, nikoliv duchovní. Hájek naznačil, že by Halík mohl být skrytým ateistou, a vyjádřil jistotu, že „Halík je diagnóza“. Podle Jany Bobošíkové je Halík politický aktivista se svým jasným názorem, který se dá shrnout slovy Klaus nikdy více a Klaus horší ďábla. Podle Milana Knížáka Halík volá po nepřátelství a vyvolává roztržky, ačkoliv kněz a každý duchovní člověk by měl volat po tom, aby se lidé setkávali a rozuměli si. U jiných Halík podle Knížáka kritizuje údajné propojení církve s politikou, přitom Halík sám se nikdy netajil prezidentskými ambicemi.
V článcích na Parlamentních listech Hájek na přelomu listopadu a prosince 2011 opakovaně veřejně zpochybnil Halíkovo kněžství. Oponoval údajnému Halíkovu tvrzení, že jej na kněze vysvětil Joachim Meisner, který prý v soukromém rozhovoru tuto informaci popřel. Halík popřel, že by někdy uváděl, že jej vysvětil Joachim Meisner. Meisner prý pouze celý akt zprostředkoval a koncelebroval Halíkovu primiční mši. Halík obvinění odmítl a Česká biskupská konference zveřejnila na svém webu dokument, že Halík byl vysvěcen 21. října 1978 biskupem Hugem Aufderbeckem v kapli jeho rezidence v německém Erfurtu. Hájek namítl, že zveřejněný dokument moc dokumentem není, protože mu chybí datum i protokolární číslo a byl vydán kolínským arcibiskupem, který k tomu prý nemá kompetenci.
Halík v reakci na Hájkova obvinění připomněl Hájkovy dřívější kontroverzní výroky, že kouření neškodí zdraví, že útok 11. září byl dílem CIA nebo že evoluce může být zpochybněna, a konstatoval, že musíme pochybovat o Hájkově duševním zdraví. Halíka se otevřeným dopisem zastali například Prokop Siostrzonek, Anna Šabatová, Olga Sommerová, Břetislav Rychlík, Miloslav Vlk a biskup Václav Malý (na Idnes.cz jmenovaný jako Jan Malý). Naopak Hájka a Klause se zastala Jana Bobošíková či Milan Knížák.
Dukova spolupracovnice, sestra Dominika, Hájka i Halíka pokárala a přirovnala je k adventním čertům, kteří po sobě házejí shnilými jablky, což Lidovky.cz prezentovaly jako názor Dominika Duky, který se však podle sestry Dominiky do sporu spíše nezapojuje, protože je to nedůstojné.

### Spor s Danielem Solisem
Politolog Daniel Solis podle článku zveřejněného 27. dubna 2013 na webu FreeGlobe (hostujícím na webu Parlamentních listů) jmenoval Tomáše Halíka mezi osobnostmi, které údajně prosazují tak zvaný Nový světový řád. Podle Solise veřejné práce Halíka a Peheho za posledních i více než deset let „protlačují nějakou agendu, která rozhodně není česká, není vlastenecká, není pro český národ a není pro člověka, ale pro elity“.
Tomáš Halík se poté obrátil dopisem na rektorku Vysoké školy veřejné správy a mezinárodních vztahů, kde Solis vyučoval několik předmětů (mimo jiné předmět Konspirační teorie v mezinárodní politice), se žádostí o vysvětlení a zjednání nápravy, přičemž samotného Solise o tom neinformoval. Na Solise si stěžoval pro jeho „chorobné paranoidní výroky (navíc ubohé bulvární úrovně) a osobní útoky na významné představitele našeho státu“ a vyjádřil znepokojení z toho, že „propaganda politického extremismu nejnižší úrovně může být součástí výuky vysoké školy a odehrávat se na akademické půdě“. Přitom Halík argumentoval videozáznamem Solisovy přednášky, kterou mylně označil za vzdělávací působení školy, ačkoliv šlo o Solisovu mimoškolní aktivitu. Na základě Halíkova dopisu pak rektorát Solisovi neprodloužil smlouvu – podle Solise z obavy před mediálními výpady.
Daniel Solis se pak na oplátku otevřeným dopisem obrátil na rektora Univerzity Karlovy Václava Hampla a obvinil Halíka ze zákulisního intrikaření. Podle Solise bylo skandální, že Halík využívá zákulisně svého vlivu k potlačování názorů, které jsou s těmi jeho v rozporu. Solis požadoval vysvětlení, jak je možné, že si profesor UK osvojuje právo obracet se takovým tónem na rektorát jiné vysoké školy a vyhrožovat jejímu vedení. Solis Halíkovi přiřkl osobní ješitné pohnutky. Solis neskrýval, že jeho motivací byla osobní msta: „Ano, tohle samozřejmě stálo za mým podnětem. Proč bych nechtěl oplatit panu kolegovi Halíkovi stejnou mincí to, co provedl mně? Jak se říká – jak se do lesa volá, tak se z lesa ozývá.“ Dopis měl čistě demonstrativní účel, žádná reakce rektora nenastala a ani nebyla očekávána.
Dne 5. srpna 2013 podal Daniel Solis Jiřímu Rusnokovi, který z titulu funkce předsedy vlády byl též předsedou Rady pro výzkum, vývoj a inovace, žádost o „vysvětlení a nápravu chybné klasifikace populárních publikací Tomáše Halíka jako vědeckých prací“. Odborná komise jako poradní orgán sice shledala, že uvedené publikace skutečně nesplňují kritéria vědecké publikace, ale zároveň navrhla, aby přesto nebyly vyřazeny z RIV, protože by tím byl porušen princip rovného přístupu. V listopadu 2013 bylo na Solisův podnět z rozhodnutí Jiřího Rusnoka provozovatelem informačního systému výzkumu, experimentálního vývoje a inovací (IS VaVaI) 14 Halíkových meditačních publikací (10 knih, 3 knižní kapitoly a 1 článek v časopise Dingir) odstraněno z Rejstříku informací o výsledcích (RIV). Halík informaci o vyřazení zpočátku nevěřil, protože s ním o tom nikdo nejednal a nikdo ho oficiálně neinformoval. Dokonce ani Rada pro výzkum, vývoj a inovace nebyla o rozhodnutí svého předsedy informována. Předseda Odborné komise pro společenské a humanitní vědy Karel Oliva později uvedl, že o něčem tak radikálním, jako je odstranění vědeckých výsledků, by musela rozhodnout celá Rada pro výzkum, vývoj a inovace a její předseda nemůže takové rozhodnutí učinit sám. Jako první o vyškrtnutí knih informoval server Česká pozice, který zveřejnil Rusnokův dopis Danielu Solisovi o vyřízení jeho podnětu.
Rada pro výzkum, vývoj a inovace se později od informace svého předsedy distancovala a Rusnokova mluvčí Jana Jabůrková uvedla, že „dopis byl bohužel špatně napsán“. Členové rady upřesnili, že RVVI může vyřadit pouze ty záznamy, které ještě nebyly schváleny, ale není oprávněna rozhodnout o vyřazení starších záznamů. Z Halíkových knih zkoumaných v roce 2012 nebyla do rejstříku zařazena ani jedna.
Zařazení knih na seznam RIV nenavrhuje jejich autor, ale instituce, na níž autor působí, a tato instituce pak také má ze zápisu knih do registru finanční prospěch. Sám Halík v rozhovoru pro ČT označil způsob zařazování knih za „trošku legrační“, protože do něj byl například zařazen polský překlad knihy „Vzdáleným nablízku“, avšak nikoliv její český originál ani prestižní anglický překlad.

## Ocenění
- 1998 – člen Evropské akademie věd a umění se sídlem v Salcburku (společně s profesorem Cyrilem Höschlem).
- 2002 – Cena tolerance (Andrew Elias Human Tolerance Award), za vynikající zásluhy o rozšíření hodnot tolerance a svobody ducha a myšlení. (USA)
- 2003 – Cena kardinála Königa, za zásluhy o obhajobu lidských práv a duchovní svobody (Rakousko)
- 2006 – Cena za literaturu Literárního fondu ČR, za knihu Noc zpovědníka.
- 2007 – Cena polských knihkupců Fénix za nejlepší knihu zahraničního autora, za knihu Vzýván i nevzýván[69]
- 2007 – Cena České společnosti pro vědy a umění, za literární, vědeckou a pedagogickou činnost.
- 2008 – Papežem Benediktem XVI. udělen titul monsignore – čestný papežský prelát
- 2010 – Cena Romana Guardiniho, za vynikající zásluhy o interpretaci naší doby[70]
- 2010 – Zlatá svatovojtěšská medaile, za mimořádně účinné přiblížení obrazu církve a evangelia spoluobčanům[71]
- 2010 – Cena mezináboženského a mezikulturního dialogu (Mozaiky – Platforma dialogu)[72]
- 2011 – Titul „Člověk smíření 2010“ (Společnost křesťanů a Židů, Polsko)[73]
- 2011 – Cena za nejlepší teologickou knihu Evropy v letech 2009 a 2010, za knihu Vzdáleným nablízku (Patience with God; Geduld mit Gott).[74][75]
- 2012 – Rytířský kříž Řádu za zásluhy o Polskou republiku za výjimečný přínos k polsko-českému kulturnímu dialogu a spolupráci s katolickými kruhy.[76]
- 2014 – Templetonova cena za „pokrok ve výzkumu a objevy týkající se duchovních skutečností“.[6][77]
- 2016 – čestný doktorát Oxfordské univerzity – Doctor of Divinity, honoris causa, 22. června 2016 – Jako čtvrtý Čech po prezidentech Masarykovi, Benešovi a Havlovi.[78]
- 2016 – Pontifici – Klub katolické inteligence ve Varšavě, 19. listopadu 2016.[79]
- 2017 – Per artem ad Deum (Uměním k Bohu) – Papežská rada pro kulturu, 12. června 2017.[80]
- 2017 – Kniha I Want You To Be (v originále Chci, abys byl) v Chicagu oceněna zlatou medailí a titulem americké Knihy roku v oboru filozofie od Asociace amerických knihoven.[81]
- 2018 – Zlatá medaile Univerzity Karlovy
- 2019 – Osvědčení účastníka odboje a odporu proti komunistickému režimu[82]
- 2019 – Kříž za zásluhy 1. třídy Záslužného řádu Spolkové republiky Německo[83]
- 2019 – Medaile sv. Jiří (za „boj se zlem a vytrvalé konání dobra ve veřejném životě“ – Krakov, 23.11.2019)[84]
- 2020 – Comeniusprijs (z nizozemštiny; doslova „Komenského cena“; udělována každoročně osobnostem z oblasti vzdělávání, vědy a kultury) – uděleno, protože oceněný „svědčí zcela nezávisle a kriticky proti nespravedlnosti a nedostatku svobody a je horlivým zastáncem větší solidarity ve světě“. Ocenění obdržel jako první Čech.[85]
- 2020 – Kniha From the Underground Church to Freedom (anglický překlad autobiografické knihy To že byl život?) oceněna zlatou medailí a titulem americké Knihy roku 2019 v oboru náboženství americkým měsíčníkem Foreword.[86][87]
- 2021 – Cena Prahy 1[88]
- 2021 – In Veritate – Cena biskupa Pieronka udělena v Krakově za vynikající postoje a úspěchy při spojování křesťanských a evropských hodnot[89]
- 2021 – Cena Józefa Tischnera – polské ocenění udělené v Krakově; první zahraniční nositel[90]
- 2022 – Komenského cena udělovaná v Naardenu osobnostem rozvíjejícím odkaz Jana Amose Komenského; první oceněný Čech.[91]
- 2023 – Stříbrná medaile předsedy Senátu PČR[92]
- 2023 – Řád T. G. Masaryka I. třídy[93][94]
- 2024 – Ökumenischer Predigtpreis 2024; za celoživotní dílo, zejména za kázání a teologické knihy v německé a anglické jazykové oblasti[95]
- 2025 – Cena Karla Čapka Českého centra Mezinárodního PEN klubu[96]

## Dílo

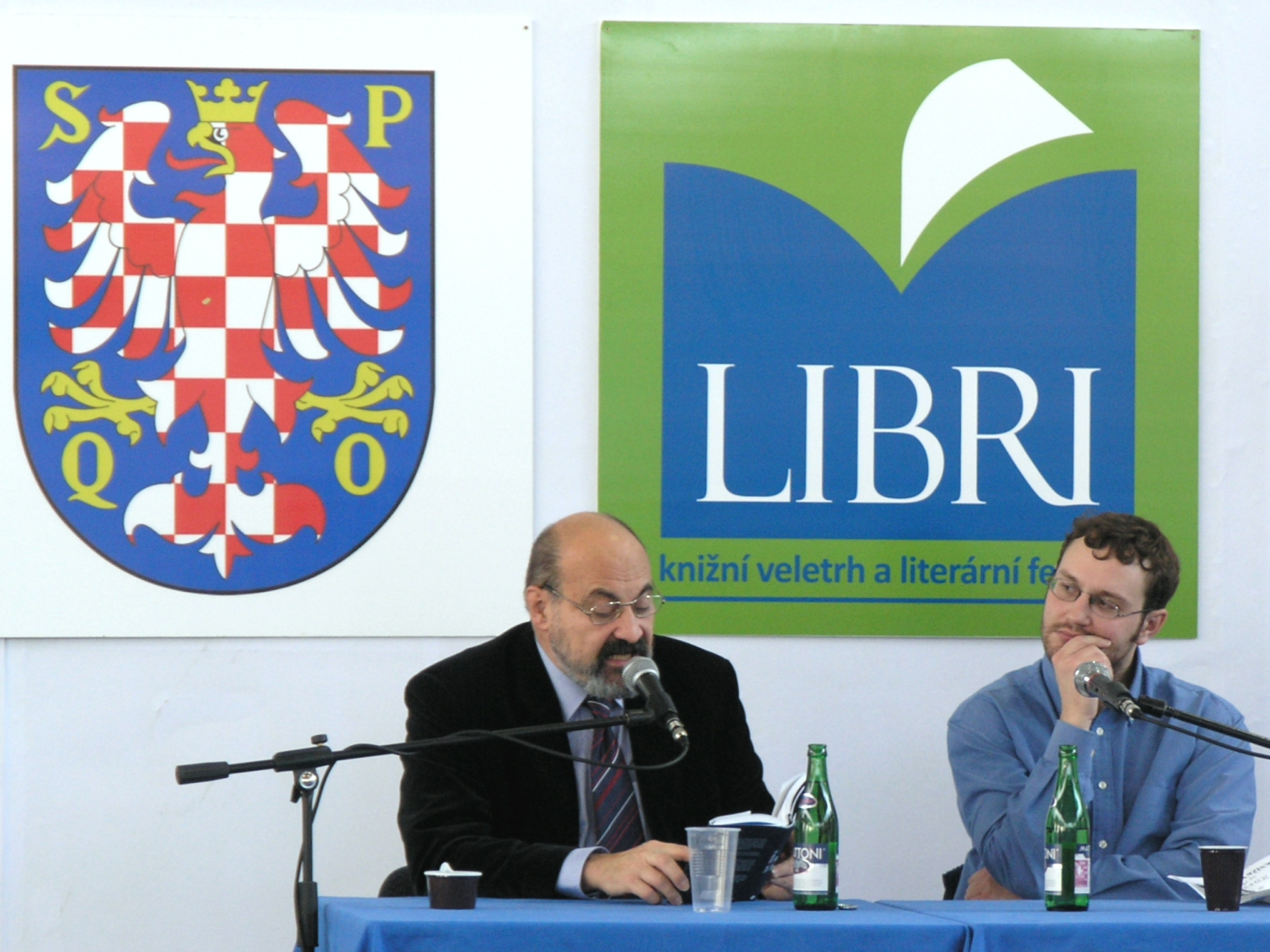
Tomáš Halík při autorském čtení z knihy Dotkni se ran na veletrhu LIBRI 2008 v Olomouci

- O přítomnou církev a společnost. 1. vyd. Praha, Křesťanská akademie 1992. 77 s.
- Večerní modlitby. Brno, Cesta 1993. 97 s.
- Sedm úvah o službě nemocným a trpícím. Brno, Cesta 1993. 59 s.
- Víra a kultura: pokoncilní vývoj českého katolicismu v reflexi časopisu Studie. 1. vyd. Praha, Zvon 1995. 207 s.
- Jan Jandourek; Tomáš Halík : Ptal jsem se cest. 1. vyd. Praha, Portál 1997. 287 s. (2. vyd. 2001, 3. vyd. 2010: 371 s. + CD – autorské čtení)
- Co je bez chvění, není pevné : labyrintem světa s vírou a pochybností. Praha, Nakladatelství Lidové noviny 2002. 379 s. (2. vyd. 2010: + CD – autorské čtení, hudba Jiří Stivín)
- Oslovit Zachea. (soubor proslovů a kázání) 1. vyd. Praha, Nakladatelství Lidové noviny 2003. 495 s.
- Vzýván i nevzýván : evropské přednášky k filozofii a sociologii dějin křesťanství. 1. vyd. Praha, Nakladatelství Lidové noviny 2004. 371 s.
- Noc zpovědníka : paradoxy malé víry v postoptimistické době. 1. vyd. Praha, Nakladatelství Lidové noviny 2005. 252 s. (2. vyd. 2011: + CD – autorské čtení)
- Prolínání světů. 18dílný TV dokumentární seriál (s M. Kratochvílem)[97] – Následně vydána sada 3 DVD[98]
- Prolínání světů : ze života světových náboženství. 1. vyd. Praha, Nakladatelství Lidové noviny 2006. 278 s.
- Vzdáleným nablízku : vášeň a trpělivost v setkání víry s nevírou. 1. vyd. Praha, Nakladatelství Lidové noviny 2007. 256 s. (2. vyd. 2011: + CD – autorské čtení)
- Vánoce a Velikonoce v úvahách Tomáše Halíka – autorské čtení, 2CD, Popron Music 2008.
- (60 autorů: Máš před sebou všechny mé cesty – Sborník k 60. narozeninám Tomáše Halíka. Praha, Nakladatelství Lidové noviny 2008. – Autorem není Tomáš Hlaík.
- Dotkni se ran : spiritualita nelhostejnosti. 1. vyd. Praha, Nakladatelství Lidové noviny 2008. 226 s. (dotisk 2012: + CD – autorské čtení)
- Úvahy na prahu tisíciletí (Ranní zamyšlení na vlnách BBC). 1. vyd. Praha, Bonaventura 2009. 60 s.
- Stromu zbývá naděje : krize jako šance. 1. vyd. Praha, Nakladatelství Lidové noviny 2009. 229 s. (+ CD – autorské čtení, hudba Robert Hugo)
- Divadlo pro anděly : život jako náboženský experiment. 1. vyd. Praha, Nakladatelství Lidové noviny 2010. 256 s. (+ CD – autorské čtení, hudba Robert Hugo, Jiří Stivín)
- Tomasz Dostatni; Tomáš Halík: Smířená různost. 1. vyd. Praha, Portál 2011. 221 s.
- Úvahy na prahu tisíciletí (Ranní zamyšlení na vlnách BBC). Nakladatelství Lidové noviny 2011. 96 s.
- Chci, abys byl : křesťanství po náboženství. Nakladatelství Lidové noviny 2012. 246 s. (+ CD – autorské čtení)
- Žít s tajemstvím : podněty k promýšlení víry. Nakladatelství Lidové noviny 2013. 248 s.
- Žít v dialogu : podněty k promýšlení víry. Nakladatelství Lidové noviny 2014. 208 s.
- Obnovíš tvář země: Texty k obnově církve a společnosti z let 1988–1998. Nakladatelství Lidové noviny 2014. 208 s.
- Svět bez Boha: Ateismus jako druh náboženské zkušenosti (+ Anselm Grün). Nakladatelství Lidové noviny 2017. 224 s.
- To že byl život?: z „podzemní církve“ do labyrintu svobody. Nakladatelství Lidové noviny 2018. 328 s.[99]
- Čas prázdných kostelů. Nakladatelství Lidové noviny 2020. 184 s.
- Odpoledne křesťanství. Nakladatelství Lidové noviny 2021. 268 s.
- Procitají andělé. Nakladatelství Lidové noviny 2022. 112 s.

### Některá významná zahraniční vydání
- Patience With God. Doubleday, New York–London-… 2010 (Trpělivost s Bohem, česky: Vzdáleným nablízku, NLN 2007)
- Geduld mit Gott. Herder Verlag Freiburg-Wien 2010. Překlad: Vratislav Slezák (Trpělivost s Bohem, česky: Vzdáleným nablízku, NLN 2007)
- Night of the Confessor. Doubleday, New York–London-… 2012 (česky: Noc zpovědníka, NLN 2005)
- Nachtgedanken eines Beichtvaters. Herder Verlag Freiburg-Wien 2012 (česky: Noc zpovědníka, NLN 2005)
- Vicino ai lontani. Libreria editrice vaticana, Citta del Vaticano, 2012 (česky: Vzdáleným nablízku, NLN 2007)
- Berühre die Wunden. Herder Verlag Freiburg-Wien 2013 (česky: Dotkni se ran, NLN 2008)
- La notte del confessore: La fede cristiana in un tempo di incertezza. Paoline 2013 (česky: Noc zpovědníka, NLN 2005)
- I Want You To Be. The University of Notre Dame Press, 2016 (česky: Chci, abys byl, NLN 2012) - Kniha roku 2016 (filozofie)
- From the Underground Church to Freedom. The University of Notre Dame Press, 2019 (česky: To že byl život?, NLN 2018) - Kniha roku 2019 (náboženství)

### Diplomová, rigorózní a habilitační práce
- Společenskokritický význam utopických a profetických proudů v dějinách křesťanského sociálního myšlení. (Diplomová práce.) Praha, Univerzita Karlova, Fakulta filozofická 1971.
- Křesťanství jako utopie. K dialektice dějin křesťanského sociálního myšlení. (Rigorózní práce.) Praha, Univerzita Karlova, Fakulta filozofická 1972.
- Katolická kultura a česká společnost po 2. vatikánském koncilu. (Habilitační práce.) Praha, Univerzita Karlova, Fakulta sociálních věd 1992.

## Herecká filmografie
- 1983: Katapult, podnikový psycholog (režie: Jaromil Jireš)
- 2011: Tajemství rodu[100]